# Sendemast Konstantynów

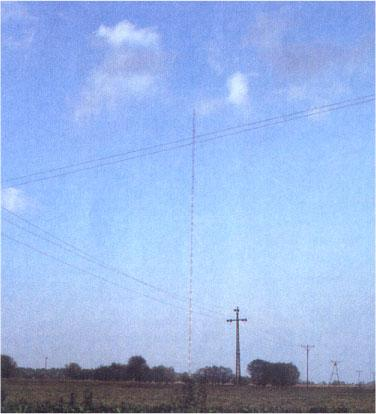
Der ehemalige Sendemast in Konstantynów aus größerer Entfernung

Der Sendemast Konstantynów (auch Radio-Warschau-Mast) war ein 1974 errichteter Sendemast in Konstantynów, Gemeinde Gąbin (Polen). Er galt bis zu seinem Einsturz 1991 mit einer Höhe von 646,38 m als das höchste Bauwerk der Welt. Er war das dritthöchste jemals errichtete Bauwerk der Welt.
Der offizielle Name der Anlage lautete Radiofoniczny Ośrodek Nadawczy w Konstantynowie, Radiowe Centrum Nadawcze w Konstantynowie oder Warszawska Radiostacja Centralna (WRC) w Gąbinie.

## Geschichte

### Vorgeschichte
Im Jahr 1931 wurde in Raszyn, nahe dem Ort Łazy im Südwesten Warschaus, erstmals ein Sendemast errichtet. Nach dem Zweiten Weltkrieg kam es 1949 zum Wiederaufbau in Form der radiofonischen Funkstation „Raszyn“ mit einem Sender von 200 kW Leistung. Dieser wurde bald darauf auf eine Sendeleistung von 500 kW ausgebaut. Dennoch war die Sendeleistung nicht hoch genug, um eine gute Signalverbreitung in ganz Polen zu sichern. Aus diesem Grund sollte ein neuer Sender aufgebaut werden. Sein Standort sollte in der Nähe der geographischen Mitte der neuen Grenzen Nachkriegspolens liegen. Es sollte außerdem ein Gebiet gewählt werden, das weder mit Industrieanlagen noch Wohnhäusern bebaut war.

### Bauarbeiten
Am 5. Juli 1969 begannen erste Arbeiten durch das staatliche Unternehmen Mostostal Zabrze, am 18. Oktober 1972 wurde der Mastfuß gebaut. 1971 bis 1973 wurden alle wesentlichen Geräte der Energieversorgung montiert, unter anderem die Hochspannungsnetze. In den Jahren 1970 bis 1973 wurden die Gebäude errichtet, von Oktober 1972 bis Mai 1974 erfolgte die Montage des Mastes. Im Zeitraum November 1973 bis Juli 1974 wurden Funkgeräte installiert. Die Bauarbeiten wurden am 18. Mai 1974 beendet.

### Inbetriebnahme

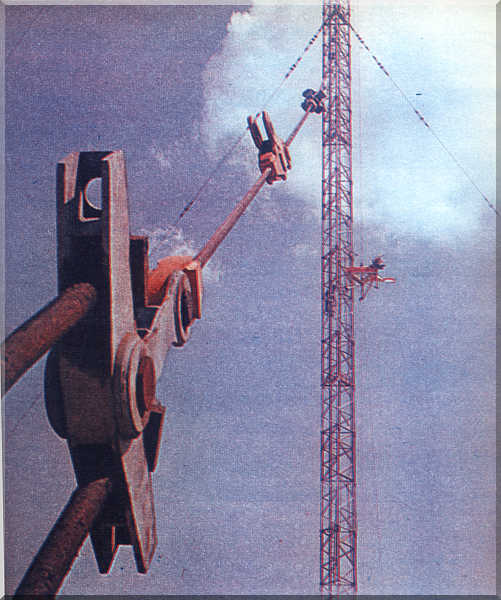
Blick von einer Pardune auf den Mast

Der Mast wurde offiziell am 30. Juli 1974 in Betrieb genommen. Er wog insgesamt 420 t, war 646,38 m hoch und hatte zwei Sender – jeder mit einer Leistung von 1000 kW, die zusammen mit dem Mast eine ausgestrahlte Leistung von 3000 kW (ERP) lieferten. Die Funkstation arbeitete im Langwellenbereich mit einer Frequenz von 227 kHz. Der größte Nutzen der Funkstation war die direkte Signalausstrahlung des 1. polnischen Programms bis nach Kasachstan, Irak, Iran, fast ganz Europa und Nordamerika. Alle Polen, die damals in diesen Staaten lebten, konnten damit polnische Nachrichten im Radio hören.

### Beschädigungen während der Nutzung
Im Jahr 1984 wurden bei Inspektionsarbeiten zahlreiche Schäden am Mast, den Pardunen (Abspannseilen) und den Pardunenisolatoren festgestellt, die durch windinduzierte Schwingungen entstanden waren. Die Beseitigung der Schäden bereitete große Probleme. Zeitweise wurde sogar erwogen, den Mast, der als Prototyp galt, durch eine verbesserte Konstruktion gleicher Höhe zu ersetzen. Wegen der schlechten wirtschaftlichen Situation in Polen wurde davon jedoch abgesehen. 1988 wurde der Anstrich des Mastes erneuert, allerdings nicht im gewünschten Umfang, weil nicht genügend Farbe zur Verfügung stand.

### Einsturz der Mastkonstruktion

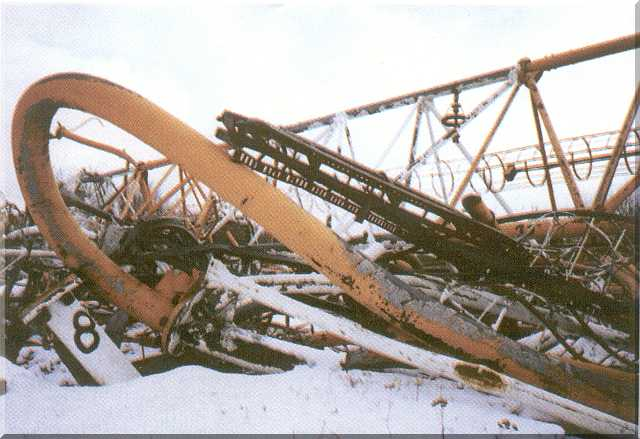
Die Trümmer des Turms nach dem Einsturz

Am 8. August 1991 um 19:10 Uhr stürzte der Mast während einer Reparatur ein, bei der einige der Pardunen ausgetauscht werden sollten. Eines von zwei hierzu montierten Hilfsseilen löste sich aus der Verankerung. Das zweite Seil riss daraufhin, weil die Zusatzlast zu groß war. Der obere Teil des Mastes brach auseinander und stürzte auf die unteren Teile. Der Zusammensturz dauerte etwa 15 Sekunden.
Das Sendegebäude und das Abstimmhaus wurden beim Einsturz des Mastes nicht beschädigt. Allerdings wurde hierbei ein Kranwagen der Firma Mostostal Zabrze zerstört.
Als Unfallursache wurde die mangelhafte Instandhaltung über 17 Jahre festgestellt. Dem eigentlichen Verlauf nach führte das Versagen eines einzigen, offenbar schadhaften Teiles zu einer Kettenreaktion, die die gesamte Konstruktion zerstörte. Inwieweit die Montagearbeiten, ein Fehler bei diesen oder bei einer vorangegangenen Maßnahme zum Einsturz beigetragen haben, blieb unklar.

### Die Zeit nach dem Einsturz bis heute
Nach dem Einsturz des Sendemastes übernahm der Sender in Raszyn mit seinem 335 m hohen Sendemast die Aufgabe der Sendeanlage in Konstantynów. Dieser Sender dient seit 1974 zur Verbreitung des 2. Programms des polnischen Rundfunks während der Tagstunden im Langwellenbereich auf der Frequenz 198 kHz. Allerdings konnte diese Anlage nur für eine Sendefrequenz genutzt werden. Die Ausstrahlungen auf der zweiten Frequenz (bisher 227 kHz, heute 225 kHz) mussten eingestellt werden, solange nur eine Sendeanlage für Langwellenrundfunk zur Verfügung stand. Da die Langwellenfrequenzen des polnischen Rundfunks insbesondere für die Versorgung von im Ausland lebenden Polen mit heimischen Rundfunkprogrammen unentbehrlich waren, wurde ein Neuaufbau des Sendemasts in Konstantynów geplant. Die denkbare Alternative, den Sendemast in Raszyn mit einer Frequenzweiche auszustatten, die eine Nutzung der Anlage für beide Sender ermöglicht hätte, stand nicht zur Diskussion, da eine solche Einrichtung die Zuverlässigkeit und Effizienz der Sendeeinrichtungen reduziert hätte.
Im September 1995 erteilte die polnische Regierung der Firma Mostostal Zabrze den Auftrag, den Mast wieder in alter Höhe aufzubauen. Obwohl in der Folge einige Vorarbeiten durchgeführt wurden, etwa die Ertüchtigung der alten Fundamente, die wiederverwendet werden sollten, wurde der Mast schließlich doch nicht wiederaufgebaut. Ausschlaggebend waren Proteste der ortsansässigen Bevölkerung, die fürchtete, dass der Sendebetrieb ihre Gesundheit schädigen würde. Obwohl es hierfür keine Belege gab und man auch bereit war, den Sender in Zukunft mit stark verminderter Leistung zu betreiben, musste ein neues Areal für die Sendeanlage gesucht werden. Dieses wurde schließlich in Form eines ehemaligen Truppenübungsplatzes südwestlich von Solec Kujawski gefunden, wo zwischen 1998 und 1999 eine neue Langwellensendeanlage gebaut wurde. Der Rundfunksender Solec Kujawski, der am 4. September 1999 den Betrieb aufnahm (225 kHz), verwendet als Sendeantenne eine Richtantenne, bestehend aus einem 330 m und einem 289 m hohen Sendemast in einem gegenseitigen Abstand von 330 m, die beide geerdet sind und, wie die Sendemasten des Deutschlandfunks in Aholming und Donebach, über eine Obenspeisung verfügen.
Mit der Inbetriebnahme dieser Anlage nahm der Sender in Raszyn wieder die 1991 unterbrochenen Ausstrahlungen des zweiten Programms des polnischen Rundfunks auf der Langwellenfrequenz 198 kHz auf. Dessen Frequenz wurde inzwischen eingestellt, bis dahin wurde im Wechsel mit Radio Parlament gesendet.
Seit dem Einsturz des Sendemastes ist der UKW- und TV-Sendemast Olsztyn-Pieczewo mit einer Höhe von 360 m das höchste Bauwerk in Polen.

### Aktueller Zustand

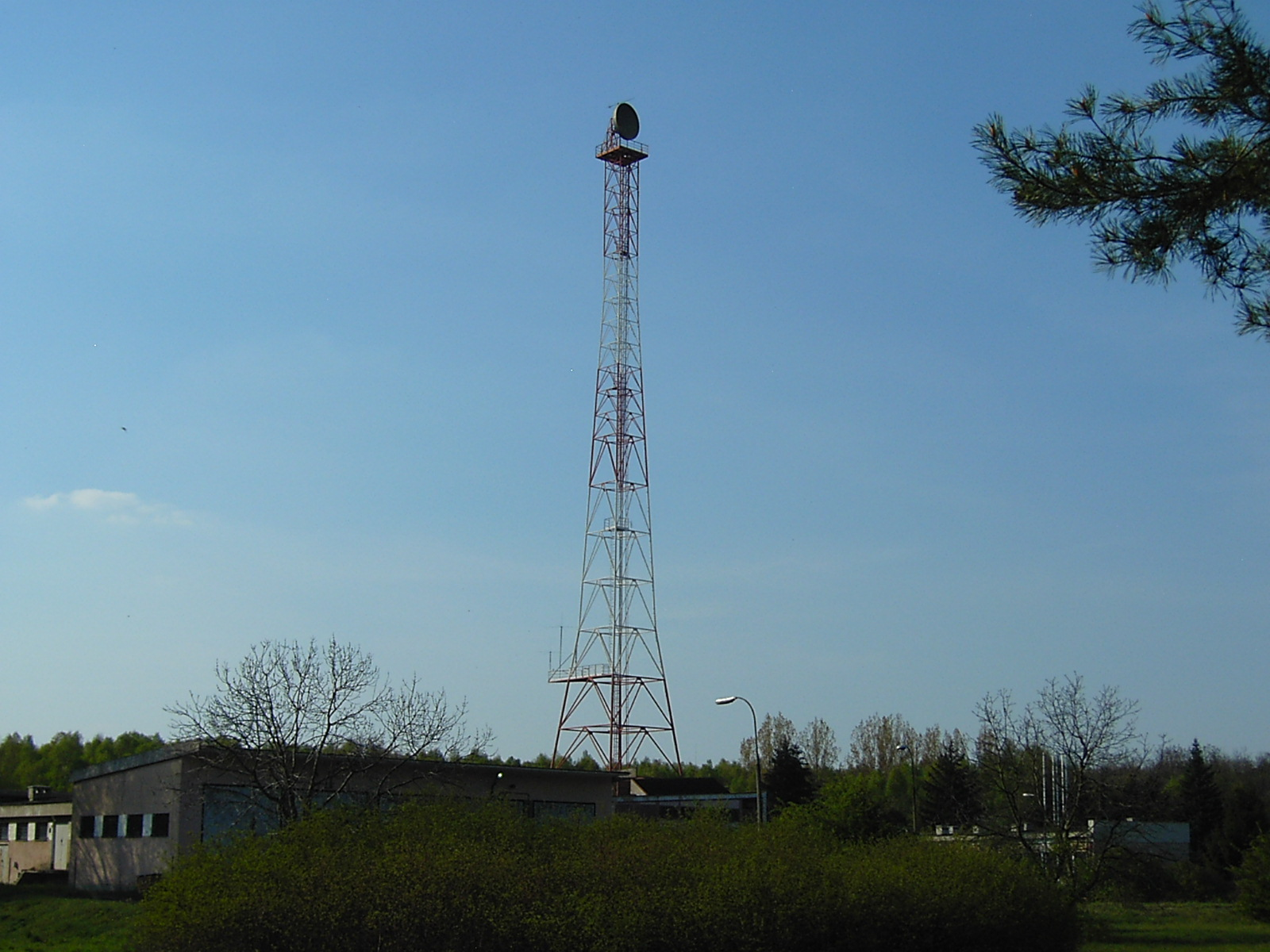
Der einst zur Programmzuspielung genutzte Turm beim einstigen Sendergebäude

Außer dem Mast und der zu ihm führenden Speiseleitung sind alle Bauwerke der einstigen Sendeanlage immer noch vorhanden. Sie sind aber heute ungenutzt und verfallen langsam. Vom Mast selbst sind noch das kreisrunde Fundament unmittelbar neben dem immer noch vorhandenen Abstimmhaus vorhanden, die Ankerblöcke, an denen die Pardunen befestigt waren, sowie einige Teile, die sich beim Einsturz der Konstruktion in den Boden gebohrt haben. Auch das Loch, in dem die im Innern des Mastes an Isolatoren befestigte Stahlröhre endete, existiert immer noch.
Es gibt Planungen, im ehemaligen Sendergebäude ein technisches Museum einzurichten, doch gab es bis jetzt keine Zustimmung von offizieller Seite.
Auf dem Sendemastgebiet in Konstantynów befindet sich ein freistehender Stahlfachwerkturm, welcher der Firma TP EmiTel gehört und bis zum Einsturz des Sendemastes für eine Richtfunkverbindung nach Warschau diente, über die das Radioprogramm zugespielt wurde. Vor dem Eingang befindet sich ein Denkmal mit einem Kreuz, erbaut von der „Organisation der Lebensicherung beim höchsten Mast Europas“.
Die eingestürzte Stahlkonstruktion wurde, soweit bekannt, als Schrott verkauft. Die Sendegeräte von Brown, Boveri & Cie. sind zum größten Teil vor Ort erhalten, wenn auch nicht mehr in einem betriebsfähigen Zustand. Sie werden voraussichtlich nie mehr in Betrieb genommen werden. Teile der redundanten Energieversorgung, die künstliche Antenne, Elemente der Signalzuführung, sowie Teile des HF-Feeders im Sendergebäude wurden demontiert. Bis 1999 waren sie unter ständiger Bewachung. Seit 2001 werden alle Gebäude/Objekte durch die Firma TP S.A. verwaltet, die sich nur auf den Schutz vor Vandalismus beschränkt.

## Beschreibung

### Technische Daten

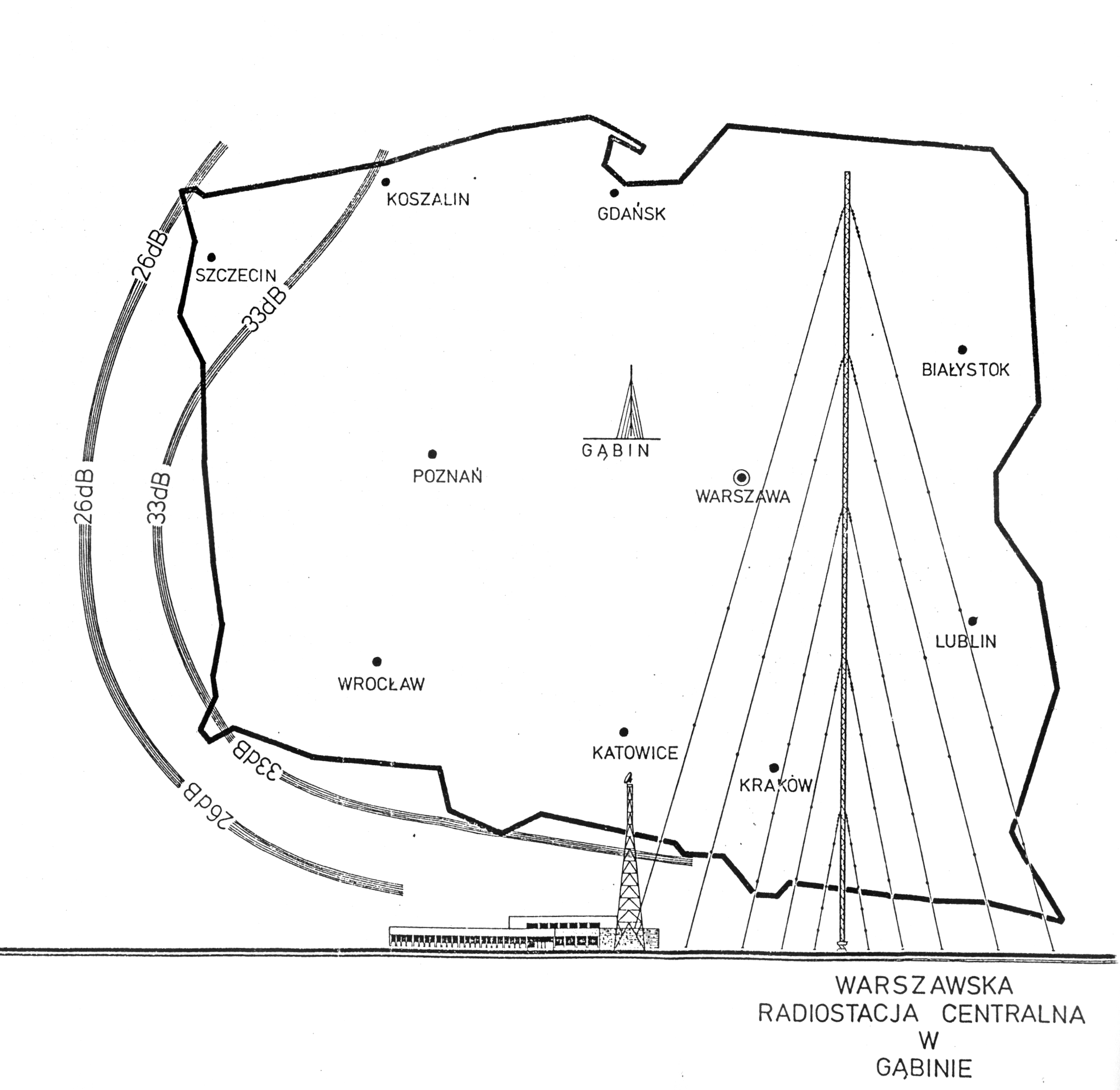
Grafik zur Reichweite des Senders

Der 1974 von Jan Polak entworfene Mast war ein gegen Erde für eine Spannung von 120.000 Volt isolierter selbststrahlender Sendemast mit einem Gewicht von 420 Tonnen. Er diente dem 2000 kW starken Langwellensender (Sendefrequenz: 227 kHz, ab 1. Februar 1988 225 kHz) des polnischen Rundfunks als Antenne in Form eines Halbwellenstrahlers. Der auf einem 2 Meter hohen Isolator stehende Sendemast war als Fachwerkkonstruktion aus Stahlrohr ausgeführt und hatte einen Querschnitt in Form eines gleichseitigen Dreiecks mit 4,8 m Seitenlänge. Der Durchmesser der Stahlrohre an den Ecken betrug 24,5 cm, wobei deren Wandstärke mit zunehmender Höhe von 34 auf 8 mm abnahm.
Die Mastkonstruktion bestand aus 86 Elementen von jeweils 7,5 m Länge und war in fünf Ebenen mit Pardunen von 50 mm Durchmesser abgespannt. Jede der Pardunen war am Boden an einem separaten Ankerblock befestigt. Obwohl die Verwendung von mit Isolatoren unterteilten Pardunen bei sehr hohen Masten problematisch ist, da in diesem Fall die Isolatoren wegen statischer Aufladungen der Seilabschnitte für weitaus höhere Spannungen bemessen werden müssen, als beim Sendebetrieb entstehen, und aufwendig zu wartende Überspannungsableiter an den Isolatoren nötig sind, wurden zumindest die Pardunen der untersten Ebenen in dieser Bauweise ausgeführt. Die Pardunen und Isolatoren des Mastes wogen zusammen 80 Tonnen. Zur besseren Zugänglichkeit der Flugsicherheitslampen und anderer Bauelemente des Mastes war in seinem Innern ein Aufzug installiert. Dieser Aufzug besaß eine maximale Fahrgeschwindigkeit von 0,35 m/s, er benötigte also für eine Auffahrt mehr als 30 Minuten.
Der Mast stand auf drei Isolatorsäulen, die aus je zwei Meter hohen übereinander angeordneten Porzellanisolatoren bestanden und die auf der Fundamentplatte des Sendemastes in Form eines gleichseitigen Dreiecks platziert waren. Diese Säulen gewährleisteten eine Isolation der Konstruktion gegen Erde für eine Spannung von bis zu 120.000 Volt. Die abzustrahlende Sendeenergie wurde am Fußpunkt eingespeist.
Im Inneren der unteren Hälfte des Mastes war eine an Isolatoren befestigte Stahlröhre installiert, die an ihrem unteren Ende geerdet und bis zur Umstellung der Sendefrequenz von 227 kHz auf 225 kHz in 328,68 m, anschließend in 334,18 m Höhe mit der Mastkonstruktion elektrisch verbunden war. Zusammen mit der unteren Masthälfte bildete diese Röhre einen Sperrkreis für die Sendefrequenz. Sie ermöglichte aber das Abfließen elektrostatischer Ladungen von der Mastkonstruktion, die selbst bei schönem Wetter bei einer derart hohen, gegen Erde isolierten Konstruktion erheblich sein können.
Im Inneren dieser Röhre befanden sich auch die Kabel zur Speisung der Flugsicherungslampen und des Aufzugs, da dies die einfachste Möglichkeit darstellte, den während des Sendebetriebs unter hochfrequenter Hochspannung stehenden Mast mit elektrischer Energie zu versorgen.
Der Mast war in 16 Ebenen mit Flugsicherheitslampen von je 200 Watt Leistung ausgestattet. Ihre Höhe über Grund betrug 49,18 m, 94,18 m, 121,78 m, 161,68 m, 206,68 m, 256,78 m, 296,68 m, 341,68 m, 369,28 m, 409,18 m, 454,18 m, 481,78 m, 521,68 m, 566,68 m, 594,28 m sowie 634,18 m. Außerdem war auf der Mastspitze ein Gefahrenfeuer mit zwei Blinklampen von je 1000 Watt Leistung installiert.
Die abzustrahlende Sendeenergie wurde dem Mast über eine etwa 600 Meter lange oberirdisch verlegte Reusenleitung vom Sendergebäude zugeführt.
Das Sendergebäude mit einem Volumen von 17.000 m³ befand sich etwa 600 m vom Sendemast entfernt. Es beherbergte die Sendeanlage aus zwei parallelgeschalteten Sendern von Brown, Boveri & Cie. mit einer Leistung von je 1000 kW. Die Sendefrequenz, die als Eichfrequenz diente, wurde von einer Atomuhr erzeugt. Zur Sendeanlage, die eine Fläche von 65 ha beanspruchte, gehörte ferner noch ein 76 Meter hoher Stahlfachwerkturm mit viereckigem Querschnitt für die Zuspielung des Radioprogramms.
Die Stromversorgung der Station erfolgte über zwei einkreisige 110-kV-Leitungen. Dies war trotz des hohen Energiebedarfs der Anlage (geschätzt 6000 kW) stark überdimensioniert und sollte die Stromversorgung der als sehr wichtig eingestuften Sendeanlage so zuverlässig wie möglich machen.
Zur besseren nächtlichen Markierung des Spannfeldes der Abspannseile waren auf einigen kleineren Wachtürmen zusätzliche Flugsicherheitslampen installiert.

### Besonderheiten

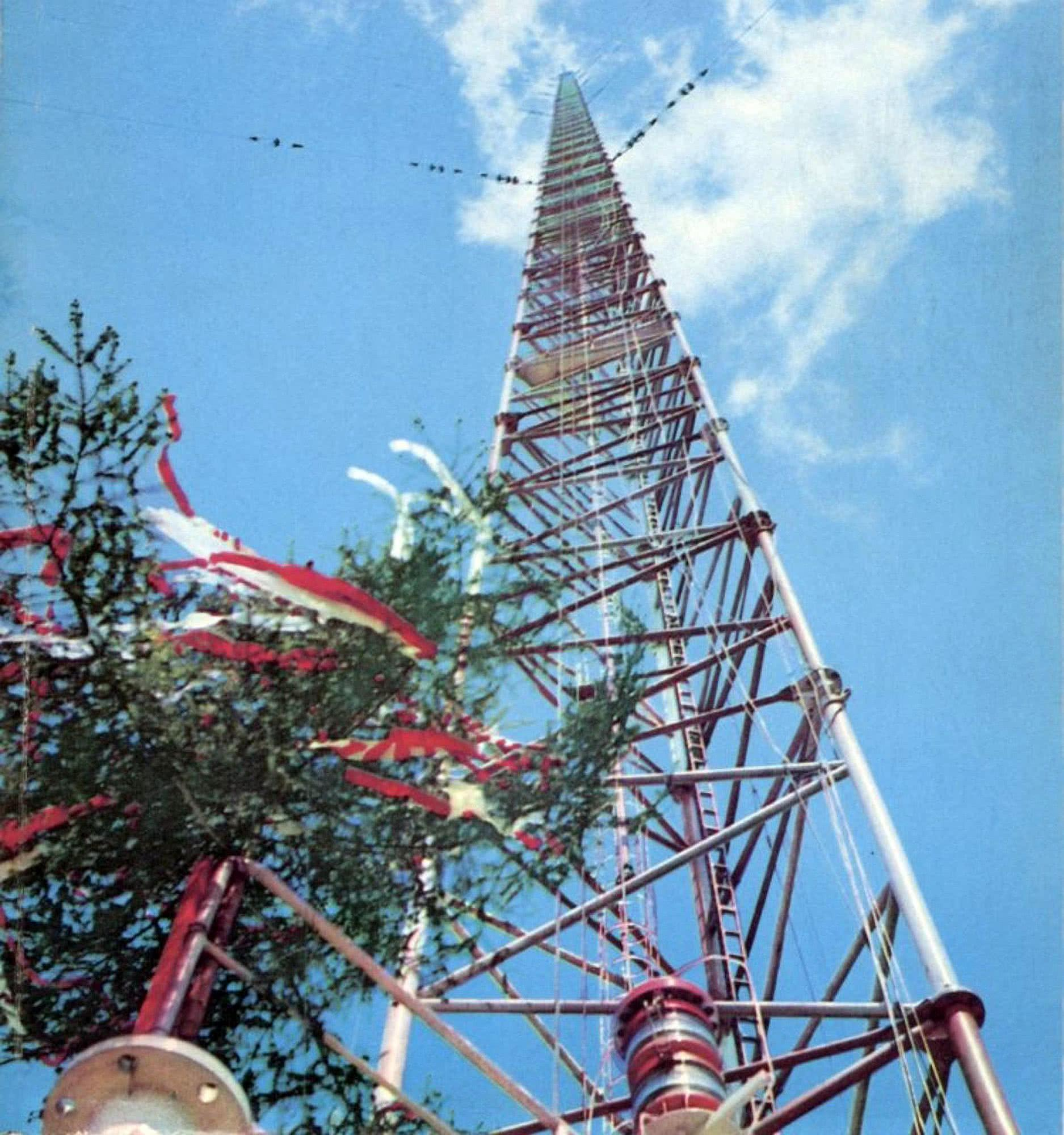
Nahaufnahme

- Bei seinem Einsturz 1991 war er mit einer Höhe von 646,38 m das höchste bis dahin errichtete Bauwerk und damit im Guinness-Buch der Rekorde vermerkt. Am 19. Mai 2008 hat ihn der Burj Khalifa, der an diesem Tag eine Höhe von 649,70 Metern erreichte, als höchstes jemals gebautes Bauwerk abgelöst. Im Januar 2009 erreichte dieser seine Endhöhe von 828 Metern.
- Im Unterschied zu den nur wenig niedrigeren Sendemasten in den USA, die reine Träger von Fernseh- und UKW-Antennen sind, war der Radio-Warschau-Mast ein gegen Erde isolierter selbststrahlender Sendemast. In der westlichen Welt gab und gibt es keine in der Nutzung vergleichbare Konstruktion mit ähnlicher Höhe. Die höchsten gegen Erde isolierten Sendemasten der westlichen Welt, die beiden Masten der Marinefunkstelle Lualualei, sind mit 458 Metern wesentlich niedriger.
- Er überragte alle anderen Bauwerke in Polen um mehr als 286 Meter.
- Er war das höchste jemals in Europa errichtete Bauwerk und überragte das zweithöchste, den Fernsehturm Ostankino, um mehr als 100 Meter.
- Er war der einzige jemals realisierte permanente Halbwellenstrahler für Langwelle.

## Bilder vom Zustand des ehemaligen Senderareals im September 2015

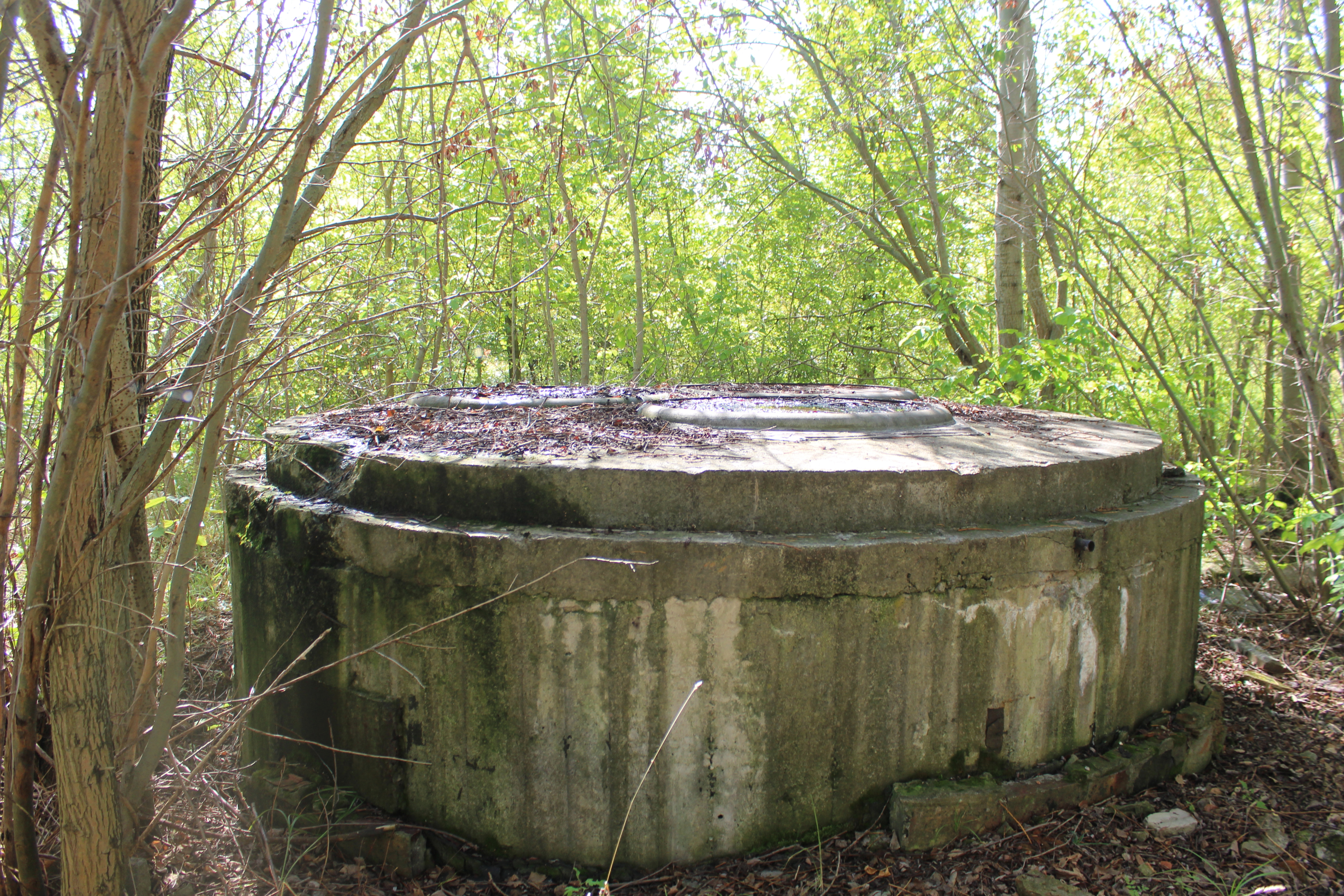
Fundament des ehemaligen Sendemast Konstantynów
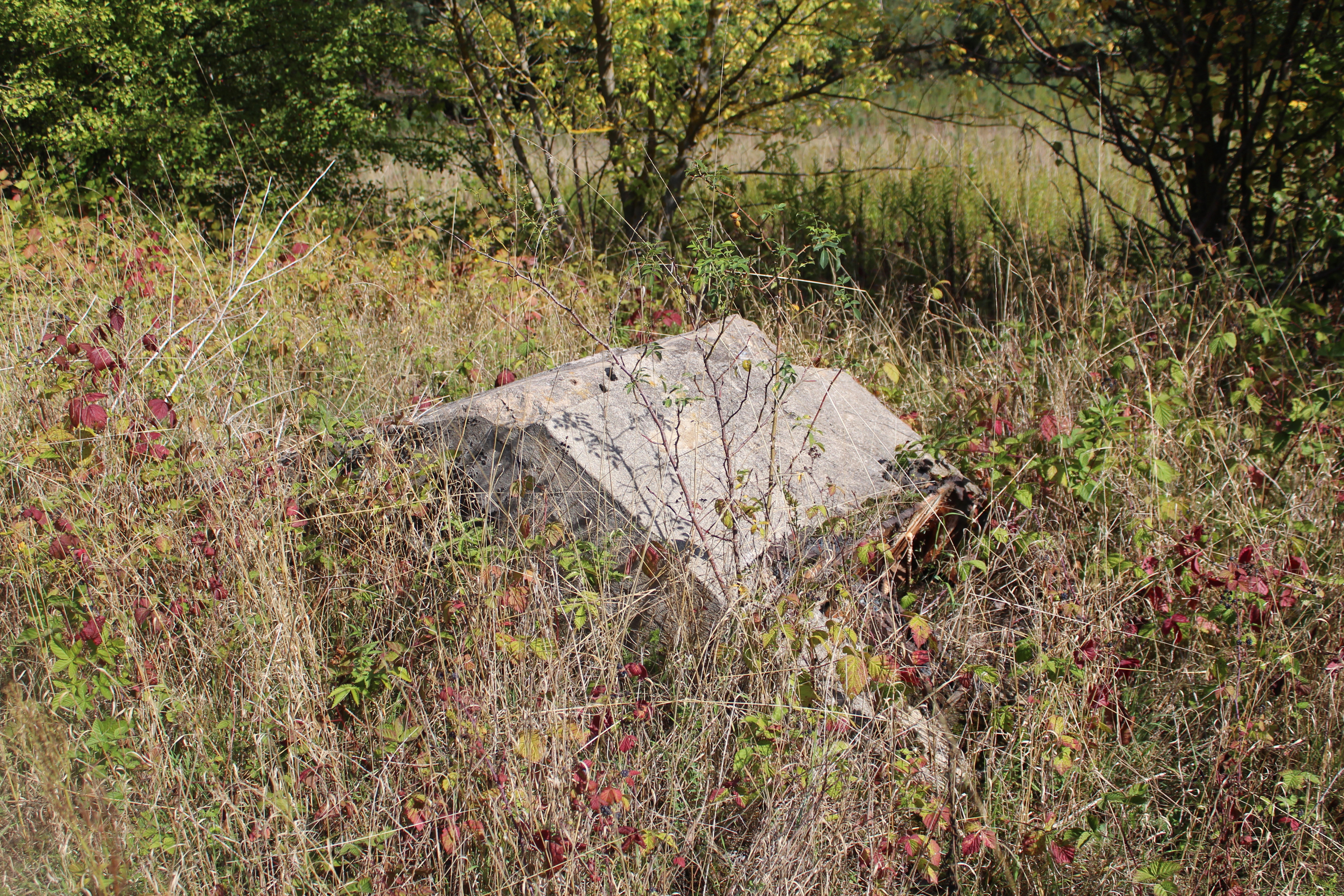
Abspannfundament des ehemaligen Sendemastes Konstantynów
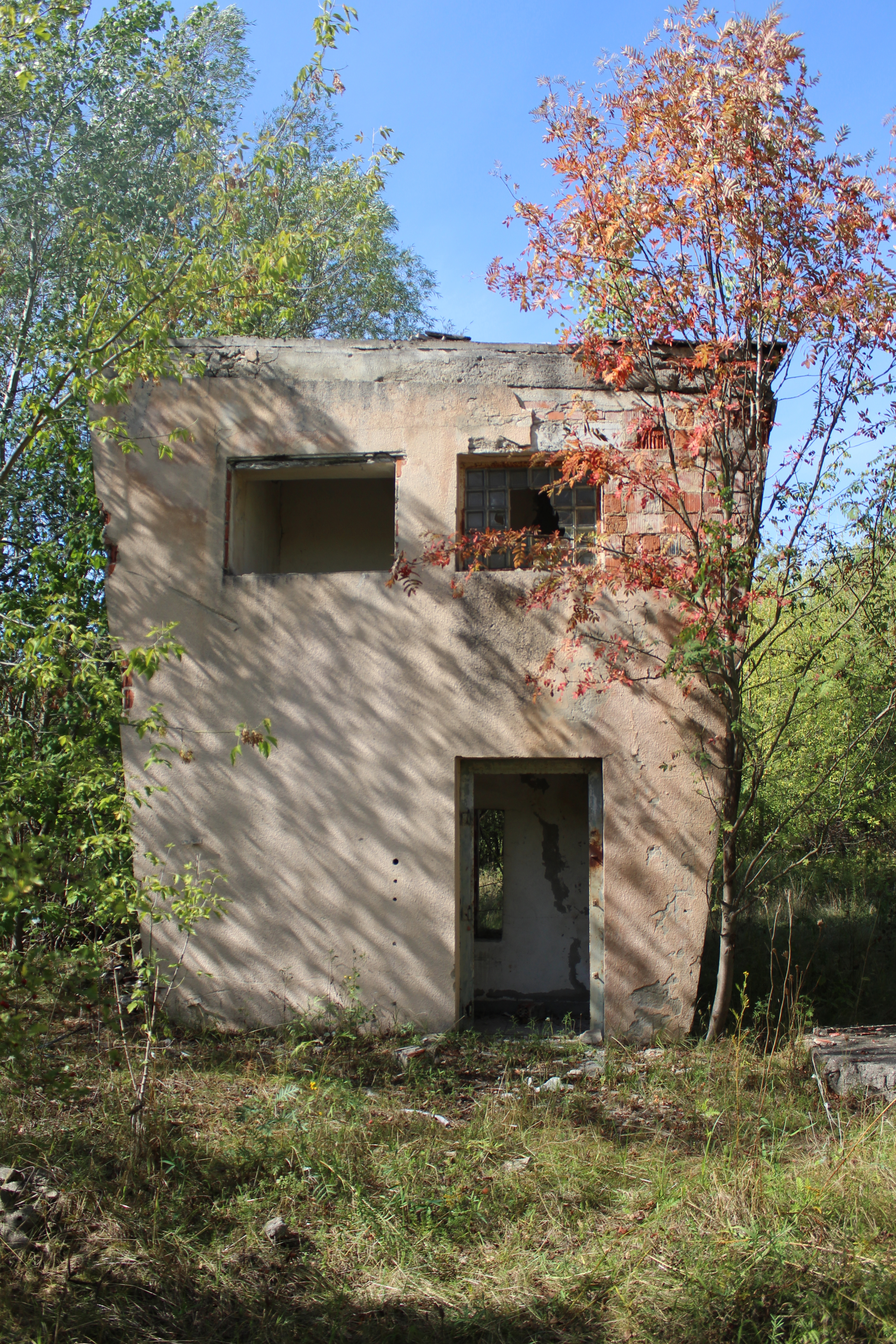
Einstiges Abstimmhaus
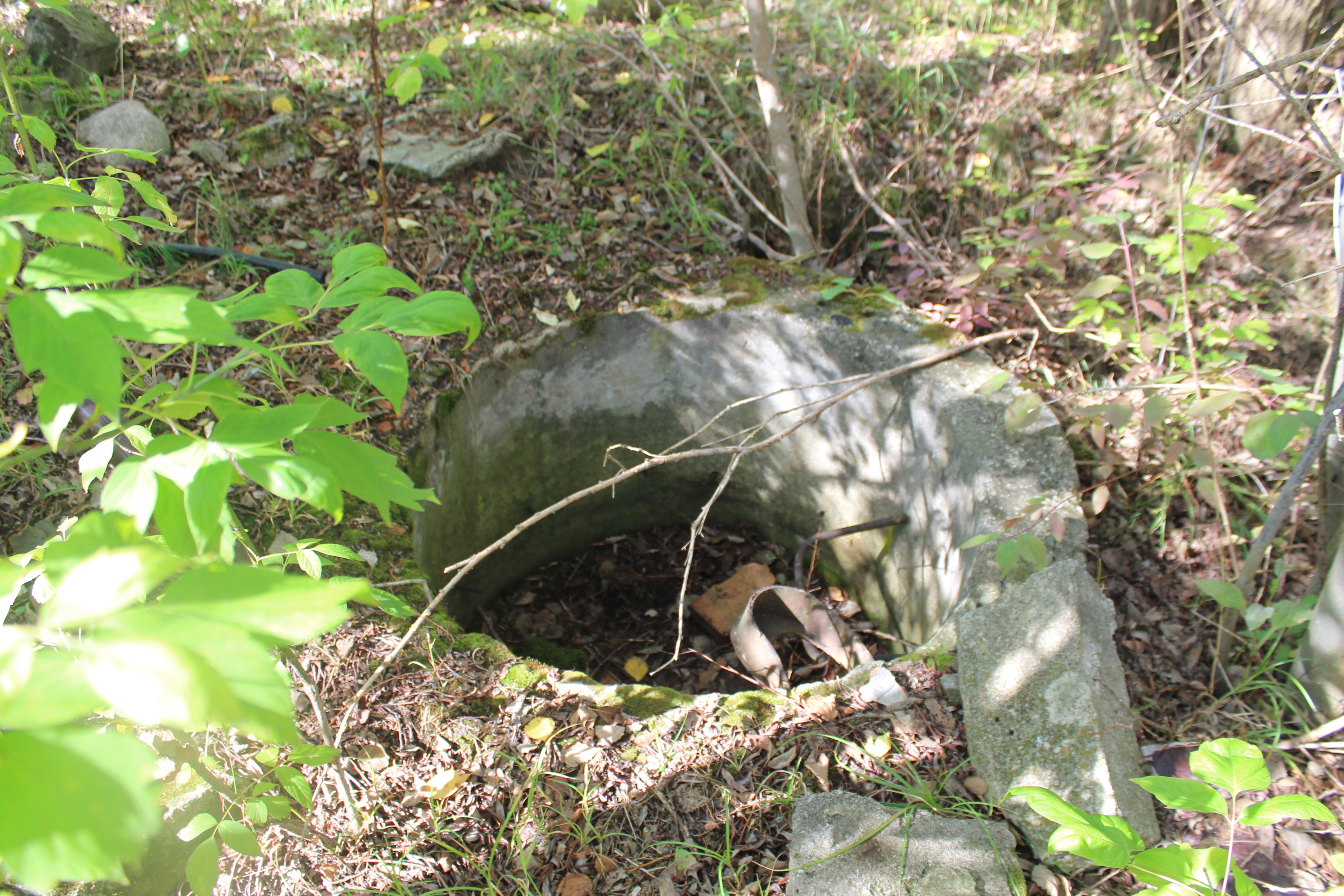
Loch, in dem das geerdete Stahlrohr befestigt war, welches an Isolatoren befestigt, im Innern des Mastes hochlief und in dem sich die Stromkabel für die Versorgung der Flugsicherheitslampen und des Aufzugs befanden
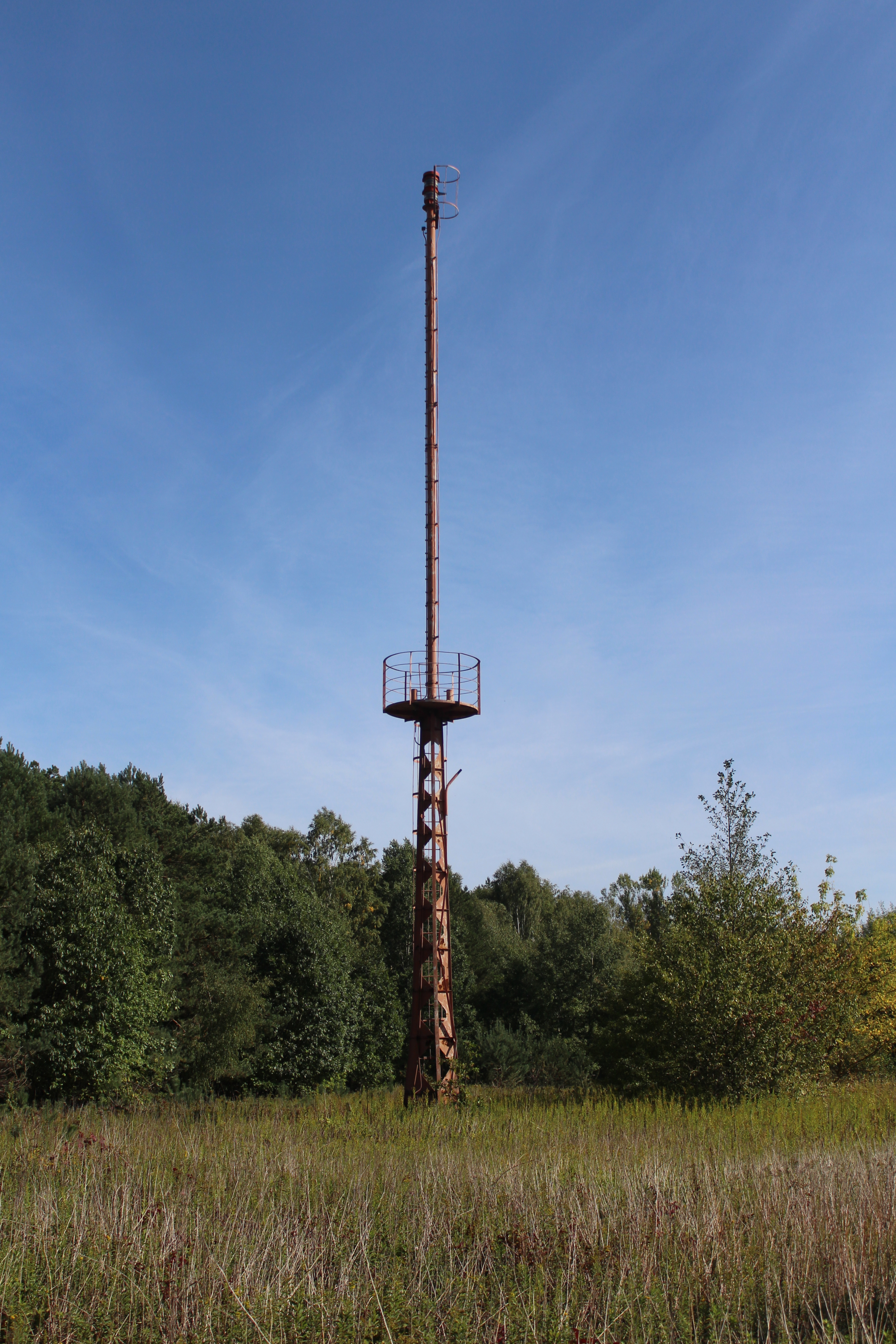
Turm zur Markierung des nördlichen Endes des Spannfelds der Abspannseile des einstigen Sendemastes
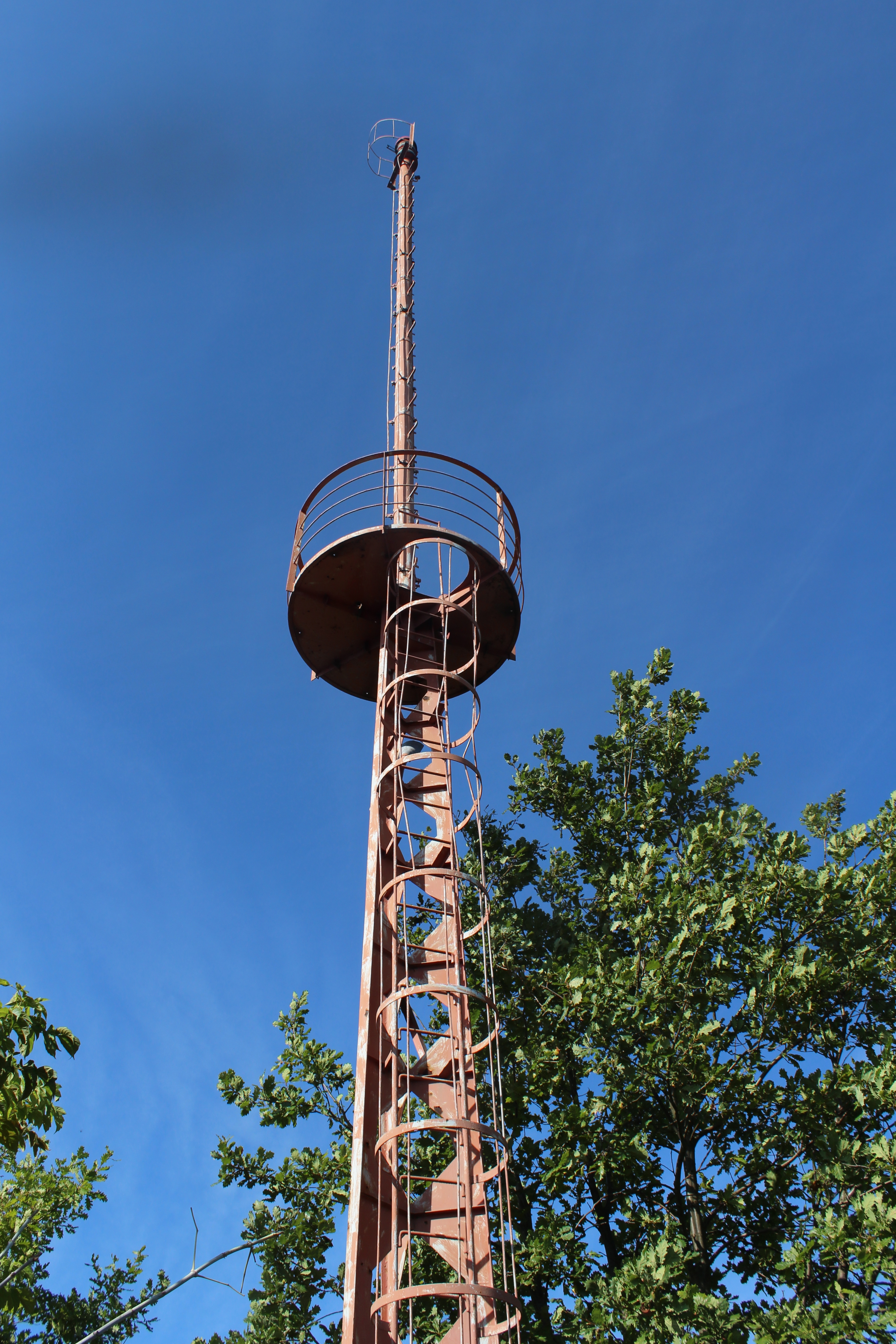
Turm zur Markierung des südöstlichen Endes des Spannfeldes der Abspannseile. Man beachte die etwas ungewöhnliche Gitterstruktur!
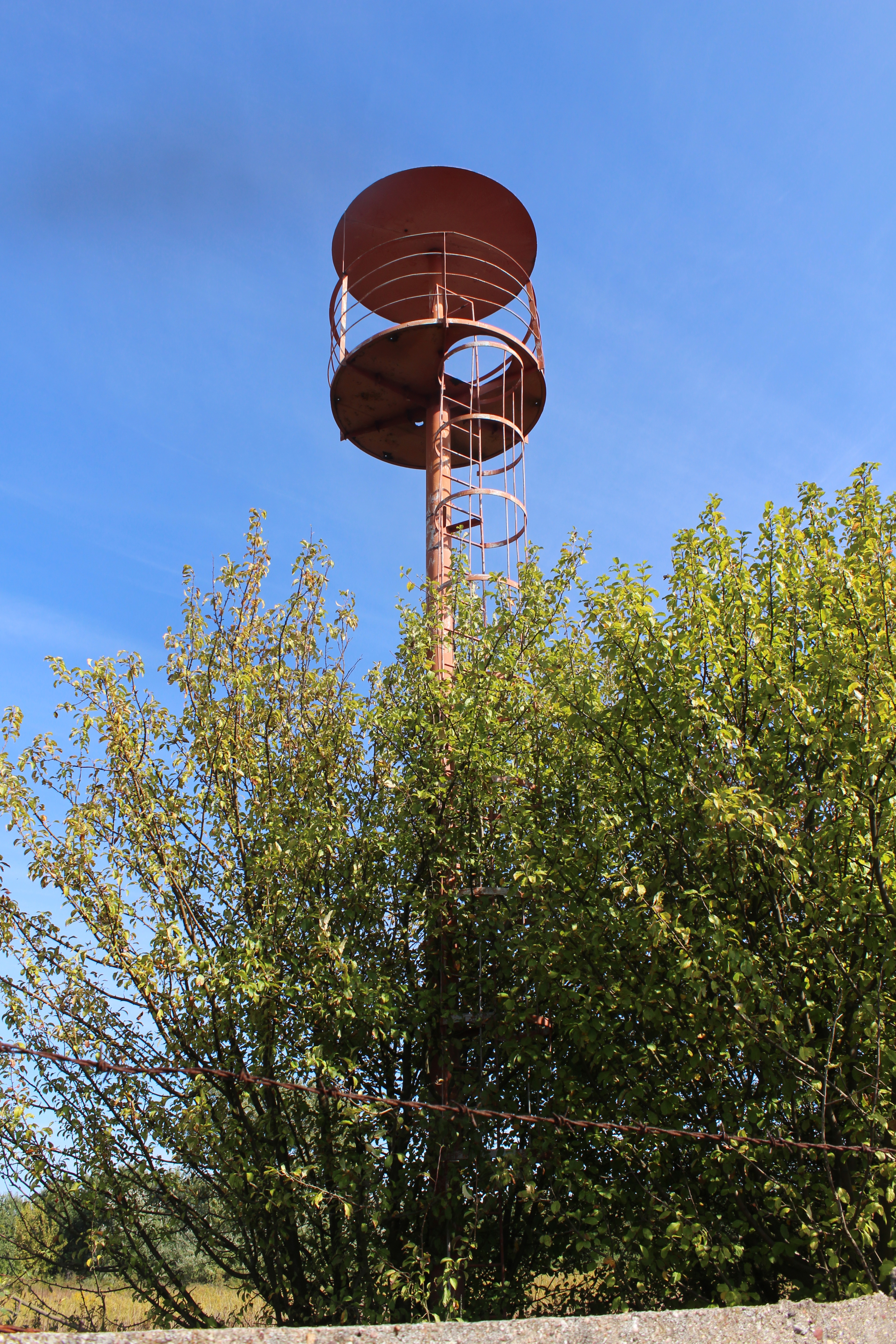
Wachturm am südlichen Ende des Stationsareals
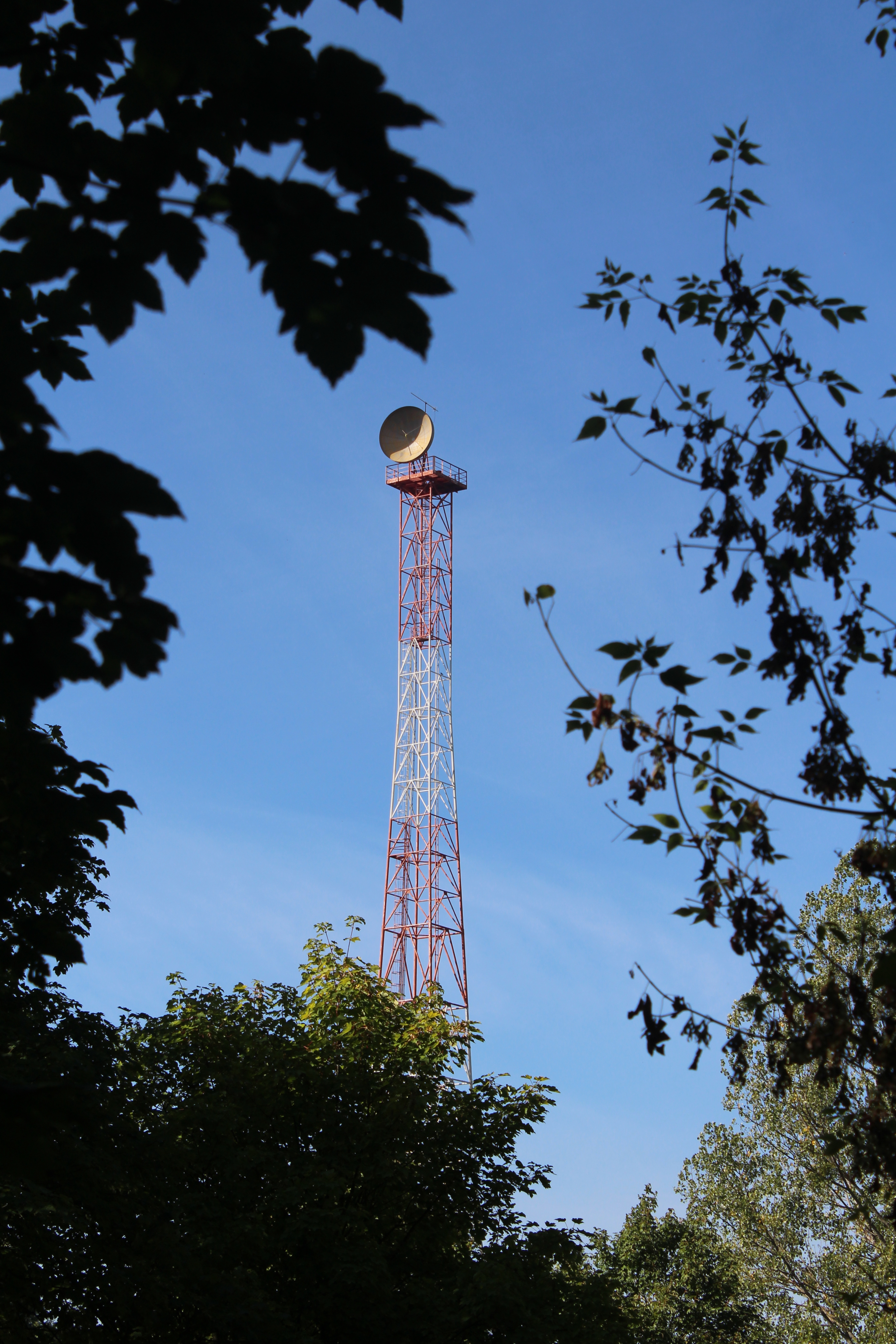
Richtfunkturm des RCN Konstantynów
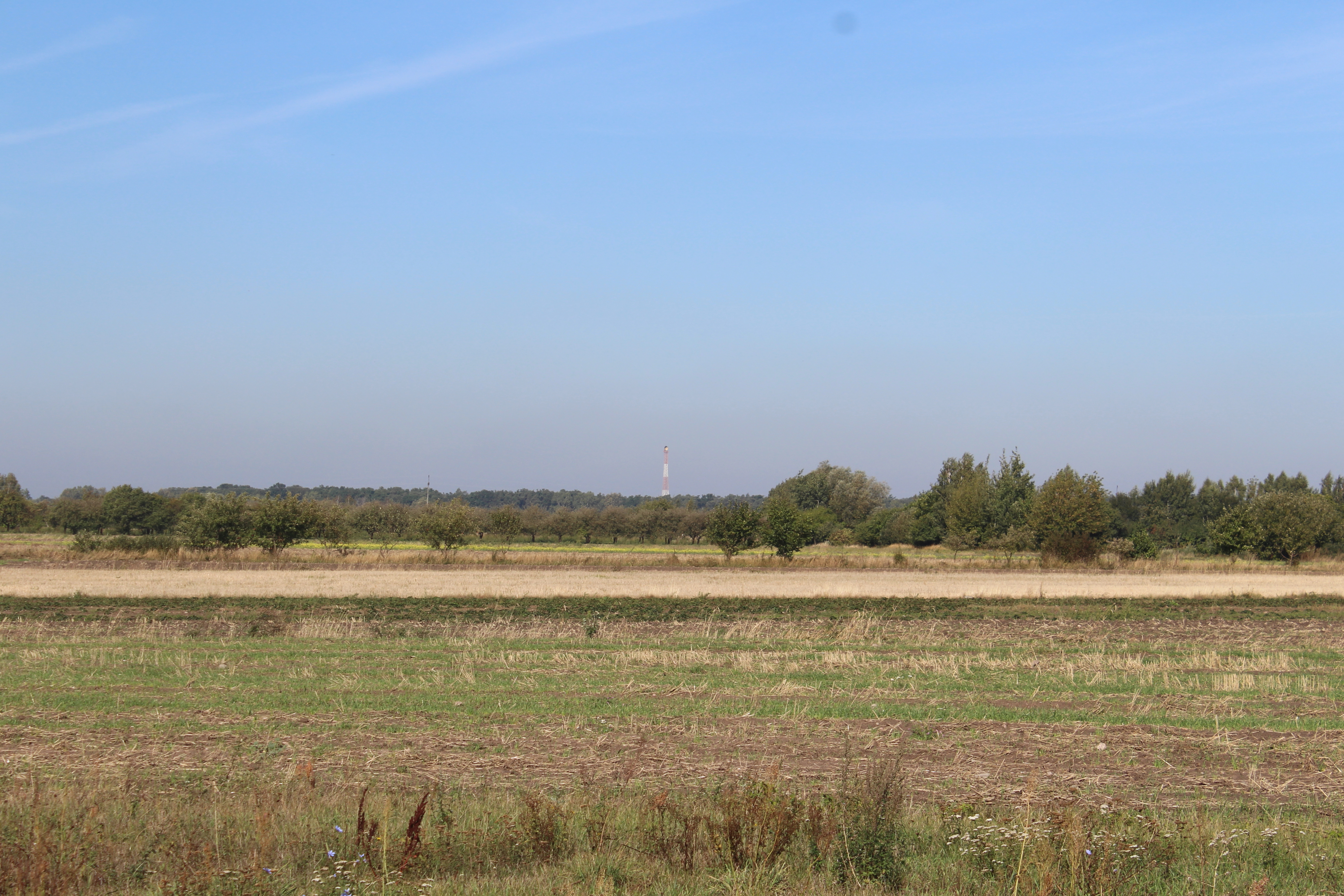
Blick aus größerer Entfernung
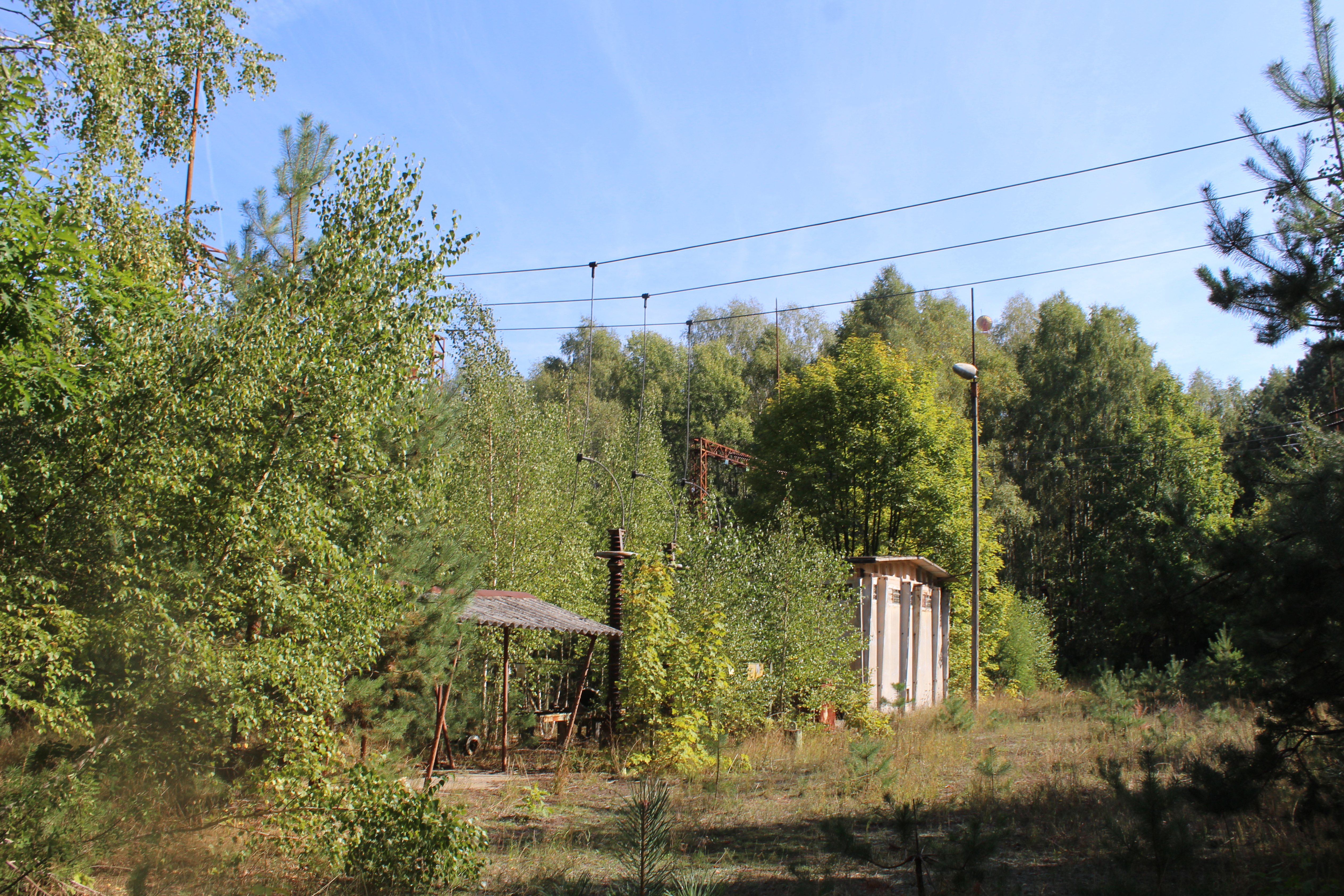
Einstiges 110 kV-Umspannwerk des RCN Konstantynów
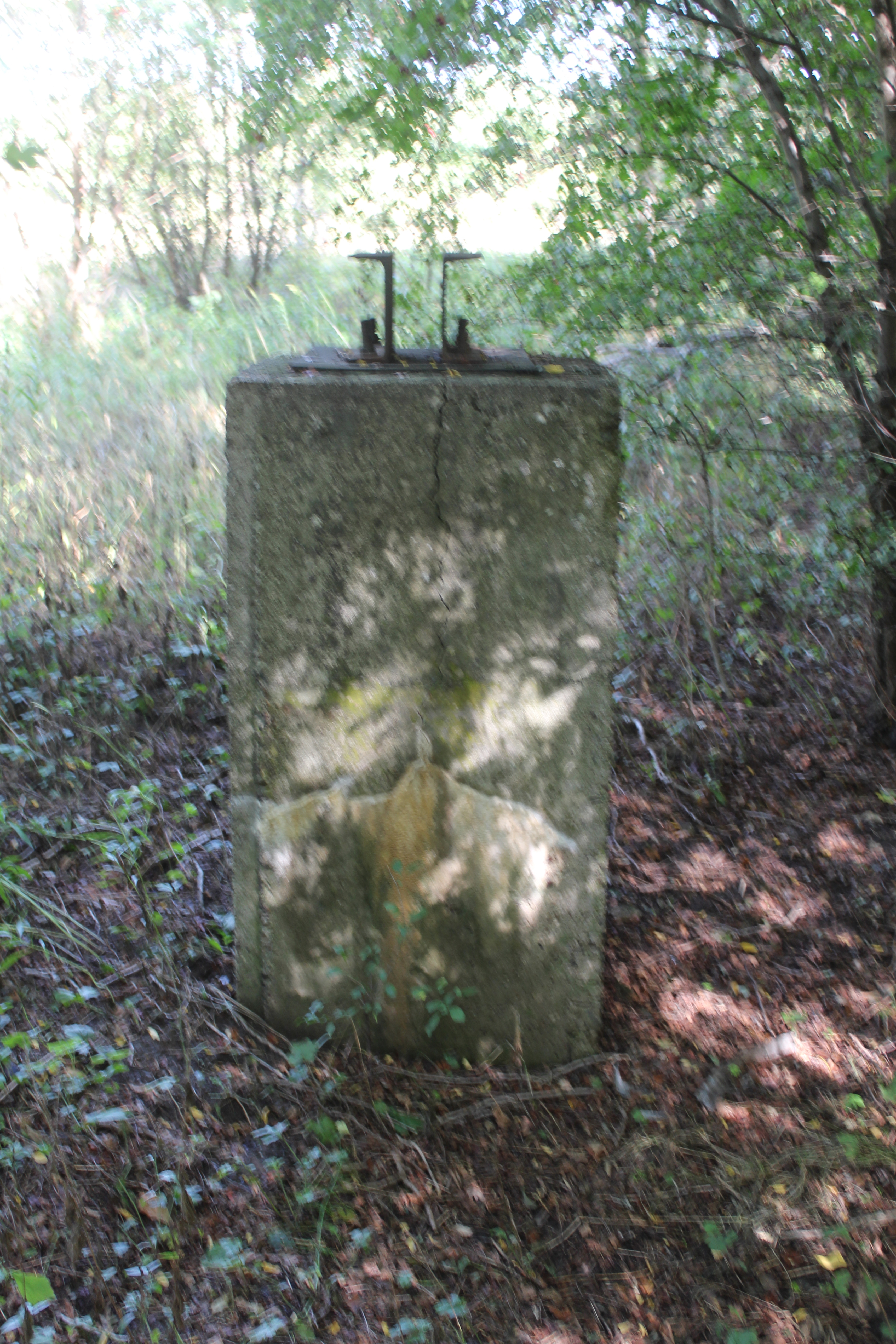
Betonblock unbekannter Funktion auf dem Stationsgelände